# Aholansaari (ö i Kymmenedalen, Kouvola)
Aholansaari är en ö i Finland. Den ligger i sjön Saarijärvi och i kommunen Kouvola i den ekonomiska regionen  Kouvola ekonomiska region  och landskapet Kymmenedalen, i den södra delen av landet, 160 km nordost om huvudstaden Helsingfors. Öns area är 2,7 hektar och dess största längd är 420 meter i nord-sydlig riktning.